# 丁麟年
丁麟年（?—?），山東省沂州府日照縣人，清朝政治人物、同進士出身。
光緒十八年（1892年），参加光緒壬辰科殿試，登進士三甲22名。同年五月，授戶部候補郎中